# マネーグラム
マネーグラム（MoneyGram）は国際的送金ネットワークのサービスを行なっている企業である。アメリカ合衆国テキサス州ダラスに本拠地をおき、ニューヨーク証券取引所に上場している。 Global Operations Centersをミネソタ州セントルイスパーク、Global Call Centerをコロラド州デンバーに置き、世界約200カ国・地域に23万拠点のネットワークを有している。
マネーグラムの事業は、国際送金事業と、Financial Paper Products事業の二つに分かれている。そのうち、日本で事業を展開しているのは国際送金事業のみである。

## 国際送金
世界各国に送金より10分程度で受取が可能なサービス（10 minutes serviceと呼ばれる）を展開している。送金人が国際送金を行うと、金額を支払った際にReference Numberという8ケタの番号が付与される。送金人が受取人にその番号を伝え、受取人がマネーグラムの窓口へ行くと、受取国の現地通貨で受け取ることができる。仕組みが既存の国際銀行決済よりもシンプルなため、送金にかかる時間が短く安価である。

## 本社移転
2010年9月にマネーグラムは世界本社をミネソタ州ミネアポリスからテキサス州ダラスに移すことを発表した。ミネアポリスの拠点はGlobal OperationsとInformation Technologyの拠点として引き続き機能する。移転は2010年11月1日に完了した。

## 提携先
- stellar Development Foundation

### 日本
- SBIレミット

2010年12月13日より、金融グループSBIホールディングスの子会社として事業を開始。インターネットを介したサービスで日本全国の顧客を対象にサービスを行なっている。
- enRemit（シースクェアが提供）
- デジテル
- キョウダイレミッタンス（ウニードスが提供）

過去の提携先
- DCOM MONEY EXPRESS

ディコミュニケーションズが提携により国際送金を取り扱っていたが、サービスを終了した。
- 大垣共立銀行

個人間の国際送金を提携して取り扱っていたが、サービスを終了した。
- イタウ銀行

東京駅前の東京支店の窓口で業務を行なっていた。

### 中国
- 中国銀行
- 中国工商銀行
- 交通銀行
- 中信銀行
- 平安銀行
- 興業銀行
- 福建農村信用聯社
- 盛京銀行
- 鞍山商業銀行